# 데드 라이크 미
《데드 라이크 미》(영어: Dead Like Me)는 2003년부터 2004년까지 방영된 드라마이다.
2003년 궤도에서 벗어나 지구 대기권으로 재진입하던 러시아의 우주 정거장 미르에서 변좌가 떨어진다. 길을 걷던 18살 대학 중퇴자 조지는 우연히 이에 맞아 급사하면서 사신으로 취직하게 된다.

## 출연진
- 엘런 뮤스
- 로라 해리스
- 캘럼 블루
- 재스민 가이
- 신시아 스티븐슨
- 맨디 퍼팅킨